# 直結軌道

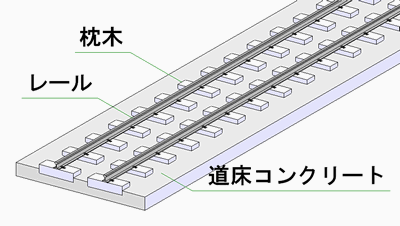
直結軌道（枕木固定型）の例。縦枕木を用いるものや、枕木を介さずに道床コンクリートに直接レールを締結する方式もある。

直結軌道（ちょっけつきどう）は、鉄道の線路に用いられる軌道構造。旧来のバラスト（砕石）に代わりコンクリート製の道床を用いており、保守作業が少ない省力化軌道の一つである。コンクリート道床軌道とも呼ばれており、長大トンネル・高架橋・地下鉄などに採用されている。

## 概要
鉄道の線路には、レール・枕木をバラスト（砕石）を用いた道床により支えるバラスト軌道が旧来から用いられてきた。バラスト軌道は、軌道に適度な弾性を与え、地盤が沈下したときに補正が行いやすい利点を有している。その一方で、走行する車両の振動によりバラストが摩耗して空隙が徐々に埋まり、道床の見かけ上の体積が減少する。これは軌道の沈下、すなわち「軌道狂い」を生じやすいことを意味する。したがってバラスト軌道は、定期的に軌道狂いを調整したり、過度に摩耗したバラストは交換を要するなど、その維持のためには保守作業が必要という欠点がある。
この定期的な保守作業を軽減するため、省力化軌道として開発されたのが直結軌道である。直結軌道は道床にバラストを用いず、コンクリート短枕木をコンクリート製の道床に固定して、その上にレールを敷設する構造となっている。コンクリート道床は剛体であり、バラスト床によるバラストの定期的な保守を必要としないため、「軌道狂い」はほとんど無く、保線作業による保守はほとんど不要であり、コストを抑制することができる。

## 適用区間
直結軌道を適用するためには強固な地盤が必要である。地盤が軟らかい箇所、経時変化により沈下を起こす盛土区間などでは、地盤の沈下により道床そのものが沈下を起こしやすい。このような箇所では、調整のできないコンクリート道床は適しておらず、バラストの調整により軌道の高さを調整しやすいバラスト軌道の方が適している。
地盤が強固な区間として直結軌道が用いられるのは、おもに長大トンネルや地下鉄などである。長大トンネルは、山岳の深いところを通ることから地盤が一般に強固であるほか、保線に関する作業環境も劣ることから、省力化軌道である直結軌道が適している。
また、地下鉄は一般に鉄筋コンクリート製の箱形トンネルを用いており、強固な箱形トンネル底板上に軌道が設けられるため、直結軌道の採用に適しており、地下鉄では基本構造ともなっている。
一方、コンクリート製の床版を有する高架橋区間でも適用は可能であるが、在来線などの一般路線での直結軌道の採用事例は比較的少なく、一般にスラブ軌道や騒音の低減効果の大きい弾性枕木直結軌道が用いられる。

## 欠点
保守作業を省力化することが主たる目的となっている直結軌道には、以下のような欠点がある。
- 騒音・振動が大きい。
- 道床が固すぎるため、レールに波状摩耗を生じることがある。
- 軌道狂いが生じた場合、修正が難しい。
- 工期が長い。

旧来のバラスト軌道では道床のバラストが一定の消音効果を有している。これに対し直結軌道では、道床がコンクリートであることから、その反響により騒音が大きい。また、バラストが適度な弾性を有しているのに対し、コンクリート製道床は固い剛体であるため、弾性がほとんど無く、列車の走行による振動を抑える効果が低いため、レール継目の損傷が発生する問題があったが、レールを新たに開発された弾性締結装置を介してコンクリート短枕木に固定する方法やロングレール化することで、この問題は解消されている。
また、振動を吸収できないことから、レールの表面が波状に異常摩耗を起こし、乗り心地・騒音・振動をさらに悪化させることがある。さらに、軌道構造をコンクリートで固めてしまうため、大規模な事故による軌道構造の損傷の発生時はもとより、通常使用による軌道狂いが生じた場合ですら容易な修正は困難で、修復・修正には大規模な工事が必要となる。
コンクリート道床の建設費がバラスト道床の約5倍であり、バラスト軌道から直結軌道への改築の際には、数十日間の運転休止を余儀なくされるため、在来線などの一般路線での採用が難しい問題がある。
その後、これらの欠点を改良した弾性枕木直結軌道が開発され、都市内の高架橋など振動・騒音に対して配慮が必要な箇所にも用いられている。